# Woolf Barnato
Joel Woolf Barnato, surnommé « Babe », né le 27 septembre 1895 et mort le 27 juillet 1948, est un pilote automobile anglais et l'un des Bentley Boys. En 1926, il finance la société Bentley Motors à hauteur de 100 000 livres sterling, et en devient le chairman et le principal investisseur.

## Biographie
Il est le fils de Barney Barnato, entrepreneur britannique, spécialiste du diamant et de l'or qui a contribué à l'essor minier de l'Afrique du Sud dans les années 1870 avant de revendre ses sociétés à son rival Cecil Rhodes.
Woolf Barnato commença sa carrière en sport automobile durant l'année 1924, sur Hispano-Suiza en battant à Brooklands les records de classe H des 2 et 3 heures, 200  et   300 miles, ainsi que des 250, 300, 400 et 500 kilomètres (à près de 150 km/h). 
Après avoir disputé les 6 Heures de Brooklands en 1927, il termina la même année troisième plus tard dans la saison cette fois des 150 miles de Brooklands, sur Bentley 3 Litre Speed.
Il fut surtout le premier pilote à remporter 3 fois consécutivement les 24 Heures du Mans à compter de 1928 (après une huitième place aux 6 Heures de Brooklands avec Frank Clement), de surcroit en 3 uniques participations à la classique mancelle. En 1929, il gagna aussi les 6 Heures de Brooklands avec Jack Dunfee, et en 1930 les 2x12 Heures de Brooklands avec Clement, les deux fois sur Bentley Speed Six. 
Ayant arrêté la compétition après sa troisième couronne mancelle alors qu'il était capitaine de l'équipe Bentley, ce fils d'aventurier partit pour l'Afrique du Sud où il hérita d'une immense fortune provenant des mines de diamants de Kimberley. Il s'adonna à plusieurs activités : le diamant, le cricket, la boxe, le golf, l'élevage de chevaux, et le hors-bord. Il possédait également la nationalité zambienne.
Il fut conduit au cimetière avec une Bentley de la fin des années 1920.

## Victoires aux 24 Heures du Mans
- 1928 : avec Bernard Rubin sur Bentley 4½ Litre
- 1929 : avec Sir Henry "Tim" Birkin sur Bentley Speed Six ("Old Number One"), ainsi que l'indice de performance et la coupe Biennale
- 1930 : avec Glen Kidston sur Bentley Speed Six ("Old Number One")

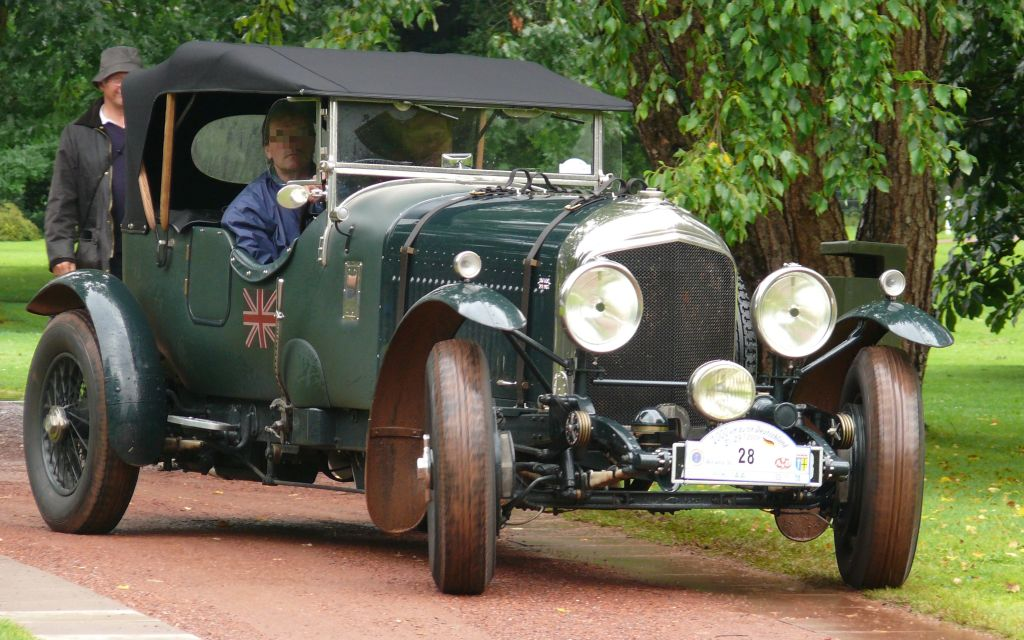
La Bentley Le Mans 4,5 Litre Special verte des vainqueurs en 1928.
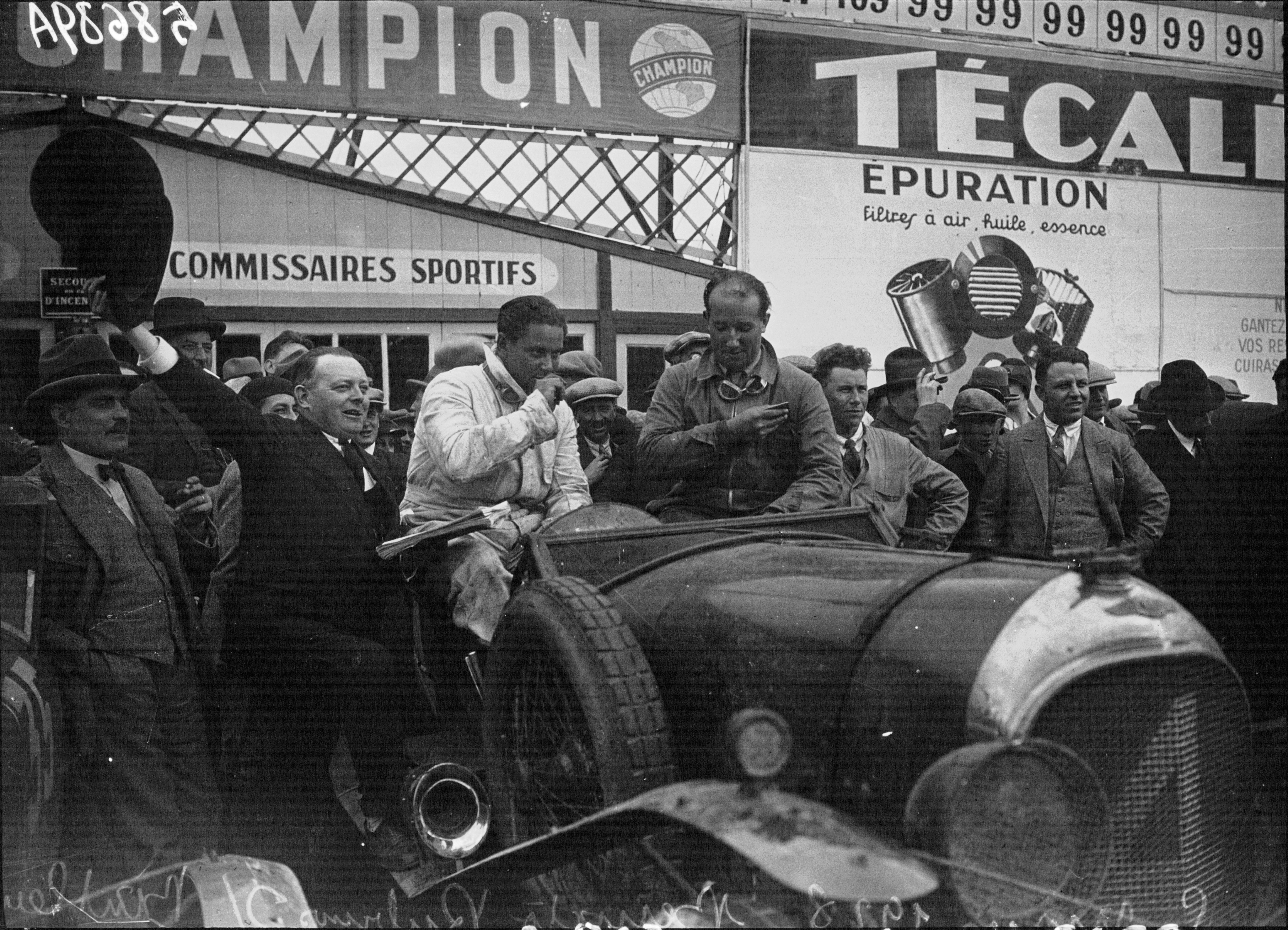
Barnato et Rubin, vainqueurs au Mans en 1928.
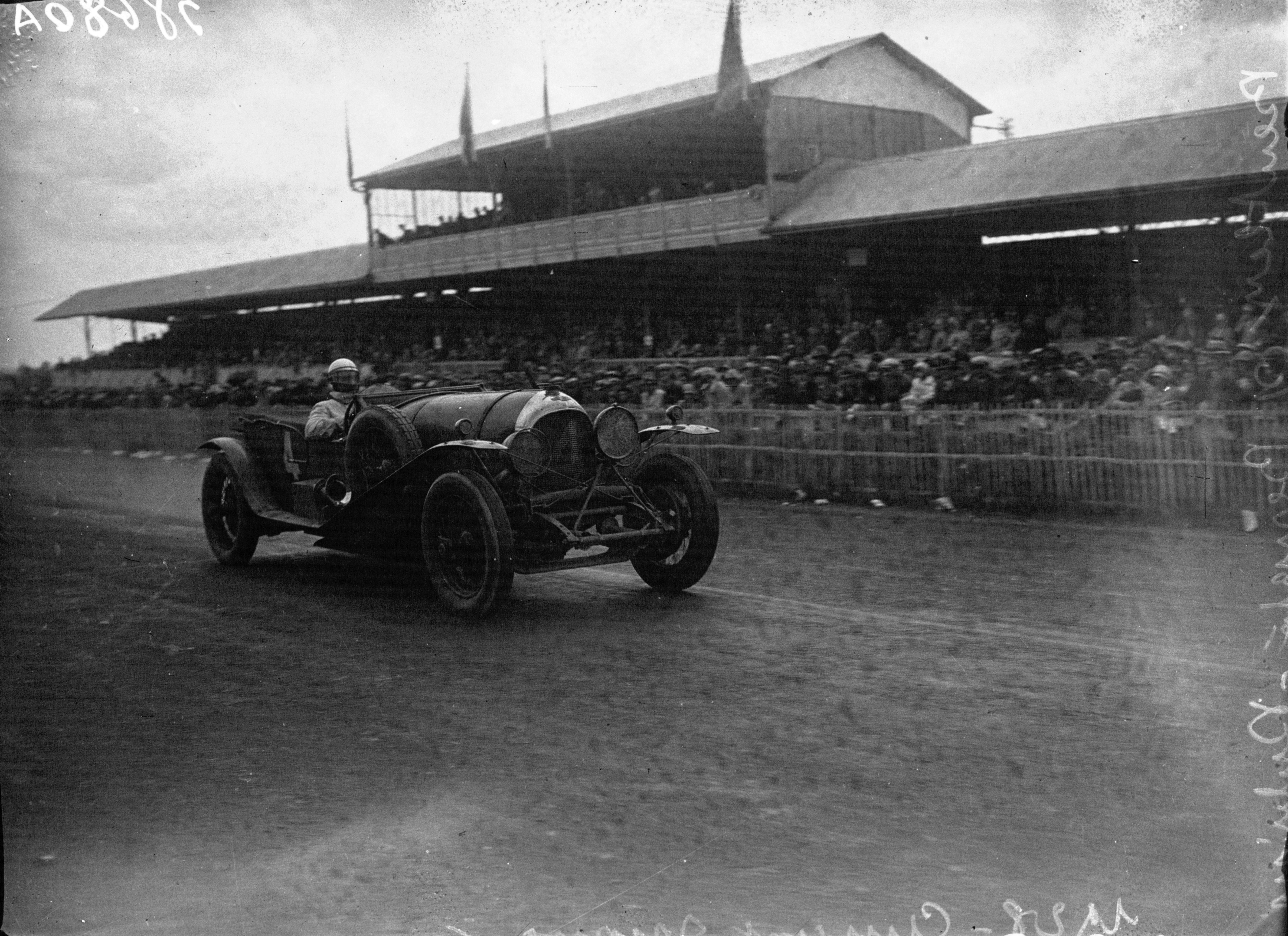
Leur Bentley 4½ Litre, durant de la course.